# Cắt bao quy đầu của Giêsu

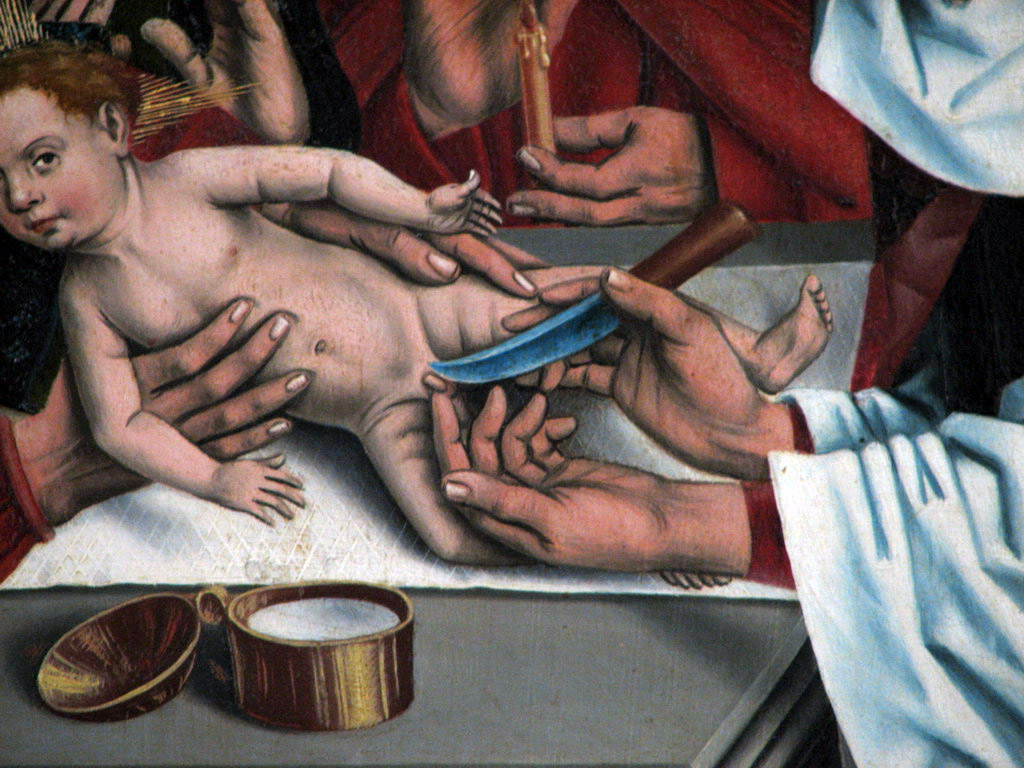
Tranh chi tiết Cắt bao quy đầu Christ của Friedrich Herlin

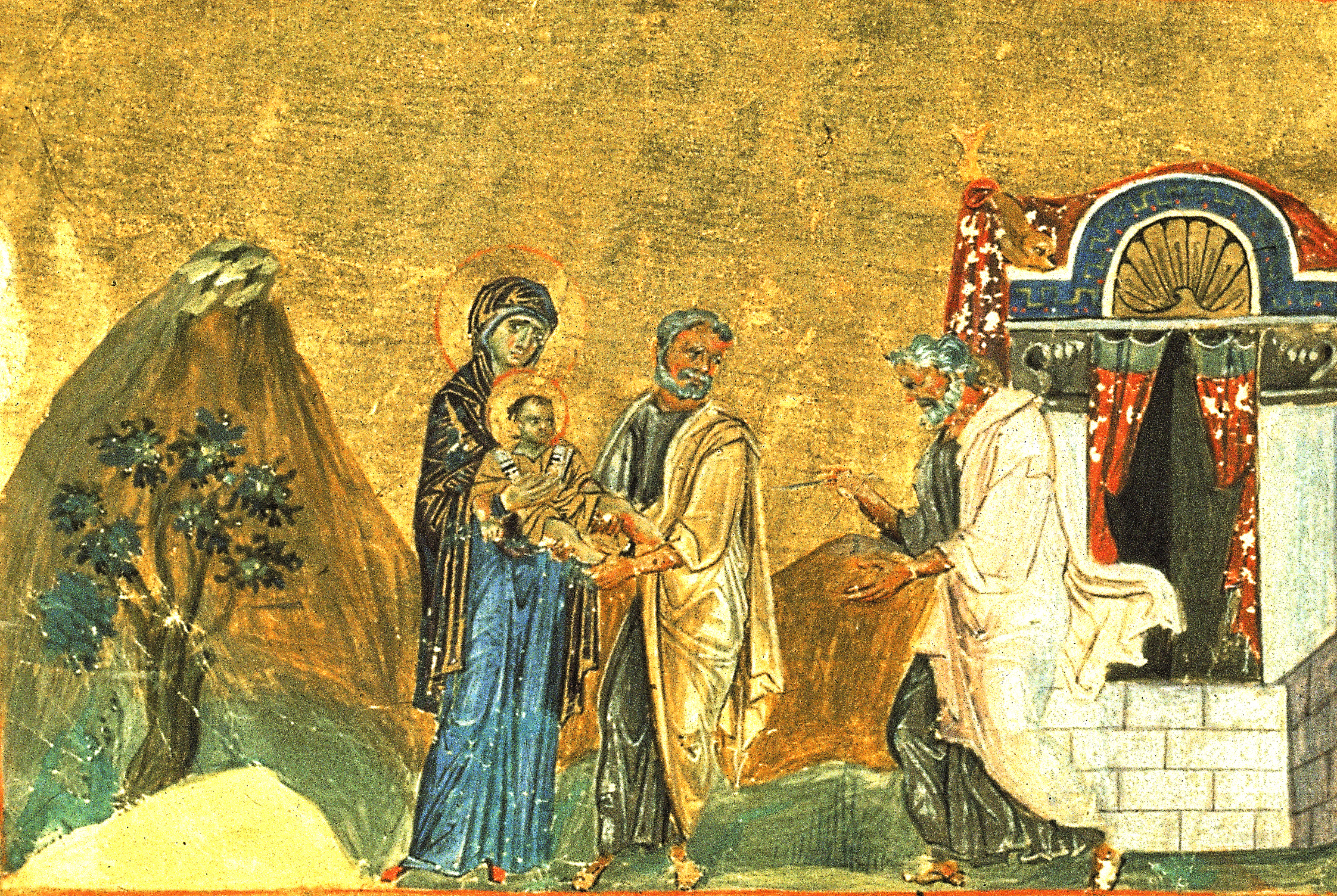
Sự miêu tả trong Menologion of Basil II

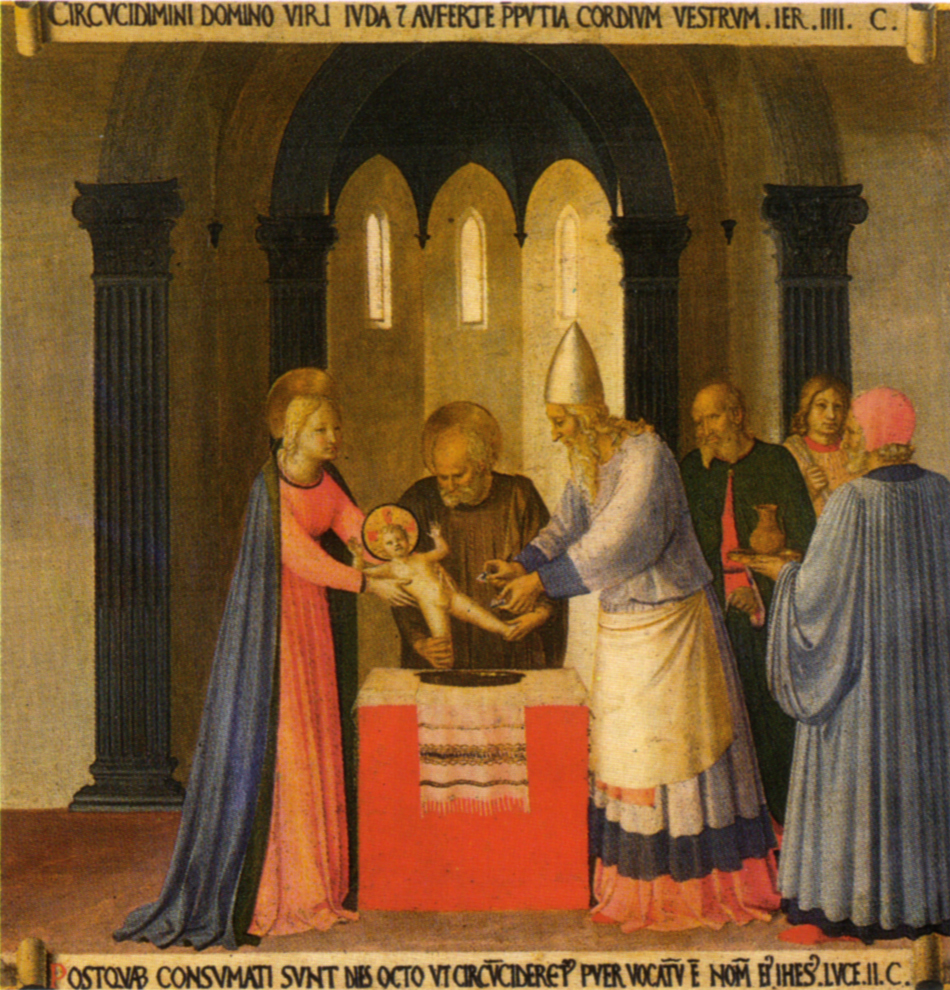
Miêu tả về cắt bao quy đầu của Jesus bởi Fra Angelico

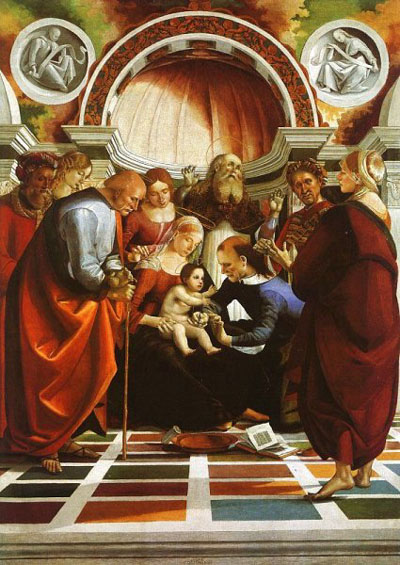
Luca Signorelli với tác phẩm Cắt bao quy đầu của Christ, được ủy thác bởi Bí tích Danh Thánh của Giêsu tại Volterra, với Simeon ở phía sau

Cắt bao quy đầu của Giêsu là một sự kiện trong cuộc đời của Giêsu, theo Phúc âm Luca chương 2, trong đó nói trong câu 21 rằng Giêsu đã cắt bao quy đầu tám ngày sau khi sinh (theo truyền thống là ngày 1 tháng 1). Điều này phù hợp với luật của người Do Thái cho rằng nam giới nên cắt bao quy đầu tám ngày sau khi sinh trong một buổi lễ Brit milah, tại đó đứa trẻ cũng được đặt tên. Cắt bao quy đầu của Giêsu đã trở thành một chủ đề rất phổ biến trong nghệ thuật Kitô giáo từ thế kỷ thứ 10 trở đi, một trong nhiều sự kiện trong Cuộc sống của Giêsu thường được các nghệ sĩ miêu tả. Ban đầu nó chỉ được xem như một cảnh trong các chu kỳ lớn hơn, nhưng đến thời Phục hưng, nó có thể được coi là một chủ đề riêng lẻ cho một bức tranh, hoặc tạo thành chủ đề chính trong một vật thờ phụng.
Sự kiện này được tổ chức như là Lễ cắt bao quy đầu tại Nhà thờ Chính thống Đông phương vào ngày 1 tháng 1, trong đó lịch nào được sử dụng, và cũng được tổ chức cùng ngày bởi nhiều người Hội đoàn Anh giáo. Nó được người Công giáo La Mã tôn vinh là Lễ Thánh của Giêsu, trong những năm gần đây vào ngày 3 tháng 1 như một tưởng niệm không bắt buộc, mặc dù nó đã được tổ chức từ lâu vào ngày 1 tháng 1, như một số nhà thờ khác vẫn làm. Một số thánh tích tự xưng là Holy Prepuce, bao quy đầu của Chúa Giêsu, đã xuất hiện.